# Петля (фильм, 1957)
«Петля» (пол. Pętla) — фильм польского режиссёра Войцеха Хаса по мотивам рассказа Марека Хласко, снятый в 1957 году. Рассказывает об одном дне из жизни человека, страдающего алкоголизмом. Сюжет завязан на его попытках избавиться от алкогольной зависимости.

## Сюжет
Главный герой по имени Куба Ковальский (Густав Холоубек) ждёт свою подругу Кристину. В этот день он должен был начать лечиться от алкогольной зависимости и принимать таблетки, назначенные врачом. Когда приходит Кристина, она обещает ему новую жизнь и свою поддержку. Через некоторое время она уходит, пообещав вскоре вернуться и вместе с ним пойти к доктору. Куба опять остается один. Через какое-то время он выходит на улицу, где встречает разных людей, в том числе свою бывшую возлюбленную. Ему нужно вернуться домой до прихода Кристины, и продержаться в этот день без выпивки.
В одном из эпизодов Куба говорит:
… Нет такого горя, одиночества, нет такой женщины, которые были бы страшнее, чем жить и пить. Но знают это только те, кто пропил уже все. Те, кто пьют, те, кто начинают пить, еще этого не знают. Водка – та правда, которую узнаешь слишком поздно…

## История создания и критика
Премьерный показ фильма состоялся 20 января 1958 года в Польше. Это был первый полнометражный игровой фильм Войцеха Хаса. В Польше работу многие раскритиковали, но всё же заметили. По мнению некоторых критиков, картина стала чуть ли не самой пессимистичной за всю историю польского кинематографа. «Петля» принесла известность актёру Густаву Холоубеку, который позднее играл и во многих других лентах Хаса. Фильм также содержал основные особенности авторского стиля режиссёра: экспрессионизм и экзистенциализм.
Съёмки фильма проходили в городе  Клодзко.

## В ролях
- Густав Холоубек — Куба Ковальский
- Александра Шлёнская — Кристина
- Тереза Шмигелёвна — бывшая любовница Кубы
- Тадеуш Фиевский — Владек
- Станислав Мильский — Рыбицкий
- Юлиуш Грабовски — кельнер
- Эмиль Каревич — кельнер
- Владислав Девойно — электрик Владек
- Тадеуш Гвяздовский — Зенек
- Роман Клосовский — электрик Янек
- Игнаций Маховский — сержант
- Мариан Ястржембский — портной
- Хелена Маковска — управляющая баром
- Игор Пшегродский — знакомый Кубы
- Зыгмунт Зинтель — гармонист в баре